# 尚文出版
尚文出版株式会社(しょうぶんしゅっぱん)は日本の出版社。

## 概要
高校国語科副教材・問題集の出版・販売を行っている。
広島・大阪・名古屋・東京・仙台・福岡を拠点とし、約4000の高校と取引関係にある。
また、学習支援クラウドサービスClassiに参画し、教材の配信を行っている。